# 한국의 행정 구역
한국은 현재 대한민국과 조선민주주의인민공화국의 두 정치체로 나뉘어 있다.

## 현재의 행정 구역

### 대한민국
대한민국은 1 특별시, 6 광역시, 1 특별자치시, 7 도, 2 특별자치도, 4 특례시로 나뉘어 있다.

### 조선민주주의인민공화국
조선민주주의인민공화국은 1 직할시, 3 특별시, 9 도 로 나뉘어 있다.

## 역사

### 삼국 시대

#### 고구려
- 고구려는 수도를 5부로, 지방을 5부로 나누었으며 부 밑에는 성, 촌을 두었다. 특별 행정 구역으로는 3경이 존재했다.
  - 5부(部)[2] : 계루부(桂婁部), 소노부(消奴部), 절노부(絶奴部), 순노부(順奴部), 관노부(灌奴部)
  - 3경(京) : 국내성(國內城), 평양성(平壤城), 한성(漢城)[3]

#### 백제
- 백제는 수도를 5부로, 지방을 5방으로 나누었으며 방 밑에는 군, 현을 두었다. 현 밑에 성을 두었고 말단 행정 구역은 촌이었다. 특별 행정 구역으로 22담로가 존재했다.
  - 온조왕 31년(13년) : 수도에 남부와 북부를 설치했다.
  - 온조왕 33년(15년) : 수도에 동부와 서부를 설치했다. 자연스레 가운데 중부가 설치되었다.

#### 신라
- 신라는 수도를 6부로, 지방을 5주로 나누었으며 주 밑에는 군, 현을 두었다. 현 밑에 성을 두었고 말단 행정 구역은 촌이었다. 특별 행정 구역으로 2소경이 존재했다.
  - 2소경(小京) : 국원소경(國原小京), 금관소경(金官小京)

### 남북국 시대

#### 통일 신라
- 통일 후 신라는 통일 전 주-군-현 제도로 지방을 통치했다. 통일 후 5주 2소경을 9주 5소경으로 확대해 지방을 다스렸으며 117군 293현이 존재했다. 군현 아래의 촌은 말단 행정 단위였으며 특수 행정 구역인 향과 부곡도 있었다.

- 통일 이후의 행정 구역
  - 9주(州) : 사벌주(沙伐州), 청주(菁州), 삽량주(歃良州), 한산주(漢山州), 수약주(首若州), 하서주(河西州), 웅천주(熊川州), 완산주(完山州), 무진주(武珍州)
  - 5소경(小京) : 금관소경(金官小京), 남원소경(南原小京), 서원소경(西原小京), 국원소경(國原小京), 북원소경(北原小京)

- 경덕왕 16년(757년)에 바뀐 행정 구역[4]
  - 9주(州) : 상주(尙州), 강주(康州), 양주(良州), 한주(漢州), 삭주(朔州), 명주(溟州), 웅주(熊州), 전주(全州), 무주(武州)
  - 5소경(小京) : 김해경(金海京), 남원경(南原京), 서원경(西原京), 중원경(中原京), 북원경(北原京)

#### 발해
- 발해는 5경을 설치하고 지방을 15부, 62주로 나누었다. 밑에는 현을 두었으며 말단 행정 구역은 촌이었다.
  - 5경(京) : 상경(上京), 중경(中京), 동경(東京), 남경(南京), 서경(西京)
  - 15부(府)
    - 상경 소속 : 용천부(龍泉府)
    - 중경 소속 : 현덕부(顯德府)
    - 동경 소속 : 용원부(龍原府)
    - 남경 소속 : 남해부(南海府)
    - 서경 소속 : 압록부(鴨綠府), 장령부(長嶺府), 부여부(夫餘府), 막힐부(鄚頡府), 정리부(定理府), 안변부(安邊府), 솔빈부(率賓府), 동평부(東平府), 철리부(鐵利府), 회원부(懷遠府), 안원부(安遠府)

  - 62주(州) : 기록에는 60주만 남아있다.
    - 용천부 소속 : 용주(龍州), 호주(湖州), 발주(渤州)
    - 현덕부 소속 : 노주(盧州), 현주(顯州), 철주(鐵州), 탕주(湯州), 영주(榮州), 흥주(興州)
    - 용원부 소속 : 경주(慶州), 염주(鹽州), 목주(穆州), 하주(賀州)
    - 남해부 소속 : 옥주(沃州), 정주(睛州), 초주(椒州)
    - 압록부 소속 : 신주(神州), 환주(桓州), 풍주(豊州), 정주(正州)
    - 장령부 소속 : 하주(瑕州), 하주(河州)
    - 부여부 소속 : 부주(扶州), 선주(仙州)
    - 막힐부 소속 : 막주(鄚州), 고주(高州)
    - 정리부 소속 : 정주(定州), 반주(潘州)
    - 안변부 소속 : 안주(安州), 경주(瓊州)
    - 솔빈부 소속 : 화주(華州), 익주(益州), 건주(建州)
    - 동평부 소속 : 이주(伊州), 몽주(蒙州), 타주(沱州), 흑주(黑州), 비주(比州)
    - 철리부 소속 : 광주(廣州), 분주(汾州), 포주(蒲州), 해주(海州), 의주(義州), 귀주(歸州)
    - 회원부 소속 : 달주(達州), 월주(越州), 회주(懷州), 기주(紀州), 부주(富州), 미주(美州), 복주(福州), 사주(邪州), 지주(芝州)
    - 안원부 소속 : 영주(寧州), 미주(郿州), 모주(慕州), 상주(常州)
    - 독주주[5] : 영주(郢州), 동주(銅州), 속주(涑州)

### 고려
- 고려는 지방을 5도와 양계로 나누었다. 도 밑에는 군과 현을 두었는데 지방관이 파견된 주군과 주현이 지방관이 파견되지 않은 속군과 속현을 간접적으로 지배했다. 계 밑에는 진을 설치하였다. 경과 도호부, 목은 도나 계에서 분리되어 있었으며 개경 주변은 경기로 묶여 있었다. 향·부곡·소와 같은 특수 행정 구역이 존재했으며 말단 행정 구역은 촌이었다.

#### 태조
- 3경을 설치하였다.
  - 3경(京) : 개경(開京), 서경(西京), 남경(南京)

#### 성종
- 성종 2년(983년) : 12목(牧)을 설치하였다.
  - 12목(牧) : 양주목(楊州牧), 광주목(廣州牧), 충주목(忠州牧), 청주목(淸州牧), 공주목(公州牧), 전주목(全州牧), 나주목(羅州牧), 승주목(昇州牧), 상주목(尙州牧), 진주목(晉州牧), 해주목(海州牧), 황주목(黃州牧)

- 성종 6년(987년) : 3경(京)을 설치하였다.
  - 3경(京) : 개경(開京), 서경(西京), 동경(東京)

- 성종 14년(995년) : 10도(道), 5도호부(都護府)를 설치하였다.
  - 10도(道) : 강남도(江南道), 관내도(關內道), 삭방도(朔方道), 산남도(山南道), 영남도(嶺南道), 영동도(嶺東道), 중원도(中原道), 패서도(浿西道), 하남도(河南道), 해양도(海陽道)
  - 5도호부(都護府) : 안동도호부(安東都護府), 안서도호부(安西都護府), 안남도호부(安南都護府), 안북도호부(安北都護府), 안변도호부(安邊都護府)

#### 현종
- 현종 9년(1018년) : 전국을 도(道)와 양계(兩界)로 나누었고, 그 아래에 4도호부(都護府), 8목(牧), 군(郡), 현(縣), 진(鎭)을 설치하였다.
  - 5도(道) : 양광도(楊廣道), 경상도(慶尙道), 전라도(全羅道), 교주도(交州道), 서해도(西海道)
  - 양계(界) : 북계(北界), 동계(東界)
  - 4경(京)[6] : 개경(開京), 서경(西京), 남경(南京), 동경(東京)
  - 4도호부(都護府) : 안동도호부(安東都護府), 안서도호부(安西都護府), 안남도호부(安南都護府), 안북도호부(安北都護府)
  - 8목(牧) : 광주목(廣州牧), 충주목(忠州牧), 청주목(淸州牧), 전주목(全州牧), 나주목(羅州牧), 상주목(尙州牧), 진주목(晉州牧), 황주목(黃州牧)

#### 문종
- 문종 21년(1067년) : 3경을 정비하였다.
  - 3경(京) : 개경(開京), 서경(西京), 남경(南京)

#### 인종
- 3경을 폐지하였다.[7]

### 조선
- 조선은 지방을 도로 일원화하여 8도로 정비하였다. 도 밑에는 그 크기에 따라 부, 목, 군, 현으로 나누었으며 고려와는 달리 지방관이 파견되지 않은 속군과 속현이 없어지고 모든 고을에 수령을 파견하였다. 그리고 특수 행정 구역인 향, 부곡, 소를 폐지하고 모두 군현으로 승격시켜서 8도 5부 5대도호부 20목 82군 175현이 되었다. 군현 밑에는 면, 리, 통을 둠으로써 현재 행정 구역의 큰 틀을 마련했다. 한양은 수도로서 경기도에 포함되지 않았다.

#### 태종
- 태종 13년(1413년) : 8도 체제를 완비하였으며 현재 행정 구역의 틀을 마련했다.[8][9]
  - 8도(道) : 경기도(京畿道), 강원도(江原道), 충청도(忠淸道), 전라도(全羅道), 경상도(慶尙道), 황해도(黃海道), 평안도(平安道), 함경도(咸鏡道)
  - 4부(府) : 개성부(開城府), 강화부(江華府), 수원부(水原府), 광주부(廣州府)
  - 5대도호부(大都護府) : 안동대도호부(安東大都護府), 강릉대도호부(江陵大都護府), 영흥대도호부(永興大都護府), 영변대도호부(寧邊大都護府), 창원대도호부(昌原大都護府)
  - 20목(牧) : 광주목(廣州牧), 양주목(楊州牧), 파주목(坡州牧), 여주목(驪州牧), 원주목(原州牧), 충주목(忠州牧), 청주목(淸州牧), 홍주목(洪州牧), 공주목(公州牧), 광주목(光州牧), 나주목(羅州牧), 상주목(尙州牧), 성주목(星州牧), 진주목(晉州牧), 제주목(濟州牧), 해주목(海州牧), 황주목(黃州牧), 안주목(安州牧), 정주목(靜州牧), 의주목(義州牧)
  - 44도호부(都護府)

#### 고종
- 고종 32년(1895년) : 갑오개혁에 의해 23부제(23부 337군 체제)로 행정 구역을 개편했다. 도제(道制)를 폐지하고 부제(府制)를 실시했으며 도 밑의 부, 목, 군, 현을 군으로 일원화하였다.
  - 23부(府) : 한성부(漢城府), 인천부(仁川府), 충주부(忠州府), 홍주부(洪州府), 공주부(公州府), 전주부(全州府), 남원부(南原府), 나주부(羅州府), 제주부(濟州府), 진주부(晉州府), 동래부(東萊府), 대구부(大邱府), 안동부(安東府), 강릉부(江陵府), 춘천부(春川府), 개성부(開城府), 해주부(海州府), 평양부(平壤府), 의주부(義州府), 강계부(江界府), 함흥부(咸興府), 갑산부(甲山府), 경성부(鏡城府)

- 건양 원년 (1896년) : 23부제를 시행한 지 1년 남짓 만에 13도제로 행정 구역을 재개편했다. 기존의 팔도 중 남부 3개 도와 북부 2개 도를 남·북도로 나누는 13도제로 개편하고, 부제에서 도제로 환원했다. 이로써 13도 7부 1목 331군 체제가 성립되었다. 한성부는 경기도에서 분리되어 있었다.[10]
  - 13도(道) : 경기도(京畿道), 충청북도(忠淸北道), 충청남도(忠淸南道), 전라북도(全羅北道), 전라남도(全羅南道), 경상북도(慶尙北道), 경상남도(慶尙南道), 황해도(黃海道), 평안남도(平安南道), 평안북도(平安北道), 강원도(江原道), 함경남도(咸鏡南道), 함경북도(咸鏡北道)
  - 7부(府) : 광주부(廣州府), 개성부(開城府), 강화부(江華府), 인천부(仁川府), 동래부(東萊府), 덕원부(德源府), 경흥부(慶興府)
  - 1목(牧) : 제주목(濟州牧)

### 대한제국
- 대한제국의 행정 구역은 조선 고종 건양 원년의 행정 구역을 유지한 채 약간의 변동만이 있었다.

### 일제강점기
- 1910년 10월 1일 : <조선총독부지방관관제>에 의거하여 13도 12부 317군 체제로 개편되었다. 이 때 수도 서울이 한성부에서 경성부로 개칭되면서 경기도의 하부 행정구역이 되었다.
- 1914년 4월 1일 : <조선총독부령 제111호 도의 위치·관할 구역 변경 및 부·군의 명칭·위치·관할 구역 변경에 관한 규정>에 의거하여 13도 12부 220군 체제로 개편되었다. 이 때의 부는 도시를 뜻하며, 해방 이후 1949년 일괄적으로 시로 개칭하였다. 갑산군 남부를 풍산군으로, 함흥군 동북부를 신흥군으로 분군하였다.
  - 13도(道) : 경기도(京畿道), 충청북도(忠淸北道), 충청남도(忠淸南道), 전라북도(全羅北道), 전라남도(全羅南道), 경상북도(慶尙北道), 경상남도(慶尙南道), 황해도(黃海道), 평안남도(平安南道), 평안북도(平安北道), 강원도(江原道), 함경남도(咸鏡南道), 함경북도(咸鏡北道)
  - 12부(府) : 경성부(京城府), 인천부(仁川府), 군산부(群山府), 목포부(木浦府), 대구부(大邱府), 부산부(釜山府), 마산부(馬山府), 평양부(平壤府), 진남포부(鎭南浦府), 신의주부(新義州府), 원산부(元山府), 청진부(淸津府)
  - 12부의 경우 관할 구역이 개항장 및 시가지 일대로 축소되고, 외곽 지역(면 지역)을 별개의 군으로 분리시키거나 인접 군과 통합시켰다.
    - 경성부 외곽→고양군, 인천부 외곽→부천군, 군산부 외곽→옥구군, 목포부 외곽→무안군, 대구부 외곽→달성군, 부산부 외곽→동래군, 마산부 외곽→창원군, 평양부 외곽→대동군, 진남포부 외곽→용강군, 의주부(신의주) 외곽→의주군, 원산부 외곽→덕원군, 청진부 외곽→부령군
- 1915년 5월 1일 : 도제(島制)를 실시함으로써 전라남도 제주군을 제주도로, 경상북도 울도군을 울릉도로 바꾸었다.
  - 2도(島) : 제주도(濟州島), 울릉도(鬱陵島)
- 1930년 10월 1일 : 경기도 개성군 송도면을 개성부로, 함경남도 함흥군 함흥면을 함흥부로 승격시켰다. 개성군은 개풍군으로, 함흥군은 함주군으로 개칭되었다.
- 1931년 4월 1일 : 읍(邑) 제도가 실시되었다.
- 1935년 10월 1일 : 충청남도 대전군 대전읍을 대전부로, 전라북도 전주군 전주읍을 전주부로, 전라남도 광주군 광주읍을 광주부로 승격시켰다. 대전군은 대덕군으로, 전주군은 완주군으로, 광주군은 광산군으로 개칭되었다.
- 1936년 10월 1일 : 함경북도 경흥군 나진읍을 나진부로 승격시켰다.
- 1938년 10월 1일 : 황해도 해주군 해주읍을 해주부로 승격시켰다. 해주군은 벽성군으로 개칭되었다.
- 1939년 10월 1일 : 경상남도 진주군 진주읍을 진주부로 승격시켰다. 진주군은 진양군으로 개칭되었다.
- 1941년 10월 1일 : 함경북도 성진군 성진읍을 성진부로 승격시켰다. 성진군은 학성군으로 개칭되었다.
- 1942년 4월 1일 : 갑산군 북부를 혜산군으로 분군하였다. 덕원군을 폐지하고 원산부와 문천군에 분할 편입하였다.
- 1944년 10월 1일 : 함경남도 함주군 흥남읍을 흥남부로 승격시켰다. 13도 22부 218군 2도 체제로 광복을 맞이하였다.
  - 22부 : 경성부(京城府), 인천부(仁川府), 개성부(開城府), 대전부 (大田府), 군산부(群山府), 전주부(全州府), 목포부(木浦府), 광주부(光州府), 대구부(大邱府), 부산부(釜山府), 마산부(馬山府), 진주부(晉州府), 해주부(海州府), 평양부(平壤府), 진남포부(鎭南浦府), 신의주부(新義州府), 함흥부(咸興府), 원산부(元山府), 청진부(淸津府), 나진부(羅津府), 성진부(城津府), 흥남부(興南府)

### 군정기

#### 미 군정
- 미 군정은 일제강점기의 행정 구역을 그대로 존속시켰으며 이후 서서히 일본식 잔재를 청산해가기 시작했다.

- 1946년 6월 1일 : 강원도 춘천군 춘천읍을 춘천부로, 충청북도 청주군 청주읍을 청주부로 승격시켰다. 춘천군은 춘성군으로, 청주군은 청원군으로 개칭되었다.

- 1946년 8월 1일 : 전라남도에 속해있던 제주도(島) 일원을 관할로 제주도(道)가 신설하였다. 제주도에 북제주군, 남제주군의 2군을 설치하였다.

- 1946년 9월 28일 : 경기도 경성부를 서울특별자유시로 승격시키고 경기도에서 분리했다.

- 1947년 2월 23일 : 전라북도 익산군 이리읍을 이리부로 승격시켰다.

- 1948년 4월 1일 : 정(町)을 동(洞) 또는 로(路)으로, 정목(丁目)을 가(街)로 개칭하고, 일본식 동명을 한국식 동명으로 되돌렸다.

### 현재

#### 대한민국
- 정부 수립 당시에는 1특별자유시 9도 14부 218군 체제였는데 일제 시대에 만들어진 도(道)·부·군·도(島) 체제에서 도·시·군 체제로 전환했다. 1960년대에 도와 같은 역할을 하는 직할시(直轄市)가 부산이 최초로 탄생한 이후 1989년까지 5개의 직할시가 탄생했다. 이후 행정의 불편을 막고 원래 한 지역이었으나 시와 군으로 갈라진 곳들을 재통합하기 위해 1995년 도농복합시가 출범했으며, 기존의 직할시가 광역시(廣域市)로 개칭되고 1997년 울산광역시가 탄생했다. 최근에는 기존의 시·도보다 막강한 권한을 가진 특별자치도(特別自治道)와 특별자치시(特別自治市)도 출범했다. 지금은 복잡한 행정 체계의 간소화와 함께 그 수를 줄이기 위해 지자체 간의 통폐합을 추진하고 있다.

- 대한민국의 지방 행정 체계는 시(특별시, 광역시, 특별자치시)·도(도, 특별자치도)-시(자치시)·군·구(자치구)-동(행정동)·읍·면의 3단계로 구성되어 있다. 1특별시, 6광역시, 1특별자치시, 8도, 1특별자치도가 광역 지방 자치 단체를 구성하고 있으며, 74시 85군 69구가 기초 지방 자치 단체를 구성하고 있다. 특별시는 구를 하위 행정 기구로 둘 수 있으며, 광역시는 군도 둘 수 있다.[11][12] 도는 시와 군을 둘 수 있다.[13] 최근에는 3단 체계의 비효율을 강조하며 2단계로 줄이려는 움직임도 있다.[14]
  - 1특별시(特別市) : 서울특별시(서울特別市)
  - 6광역시(廣域市) : 부산광역시(釜山廣域市), 대구광역시(大邱廣域市), 인천광역시(仁川廣域市), 광주광역시(光州廣域市), 대전광역시(大田廣域市), 울산광역시(蔚山廣域市)
  - 1특별자치시(特別自治市) : 세종특별자치시(世宗特別自治市)
  - 8도(道) : 경기도(京畿道), 강원도(江原道), 충청북도(忠淸北道), 충청남도(忠淸南道), 전라북도(全羅北道), 전라남도(全羅南道), 경상북도(慶尙北道), 경상남도(慶尙南道)
  - 1특별자치도(特別自治道) : 제주특별자치도(濟州特別自治道)

- 제1공화국
  - 1949년 8월 14일 : 경기도 수원군 수원읍을 수원부로, 전라남도 여수군 여수읍을 여수부로, 전라남도 순천군 순천읍을 순천부로, 경상북도 영일군 포항읍을 포항부로, 경상북도 김천군 김천읍을 김천부로 승격시켰다. 수원군은 화성군으로, 여수군은 여천군으로, 순천군은 승주군으로, 김천군은 금릉군으로 개칭되었다.
  - 1949년 8월 15일 : 서울특별자유시를 서울특별시로, 부(府)를 시(市)로, 경상북도 울릉도(島)를 울릉군(郡)으로 개칭하였다.
  - 1953년 1월 1일 : 통영군의 거제도 일대를 거제군으로 분군하였다.
  - 1955년 9월 1일 : 제주도 북제주군 제주읍을 제주시로, 강원도 강릉군 강릉읍을 강릉시로, 경상북도 경주군 경주읍을 경주시로, 경상남도 통영군 통영읍을 충무시로, 강원도 원주군 원주읍을 원주시로, 경상남도 창원군 진해읍을 진해시로 승격시켰다. 강릉군은 명주군으로, 경주군은 월성군으로, 원주군은 원성군으로 개칭되었다.
  - 1956년 7월 8일 : 충청북도 충주군 충주읍을 충주시로, 경상남도 사천군 삼천포읍을 삼천포시로 승격시켰다. 충주군은 중원군으로 개칭되었다.

- 제2공화국
  - 1962년 6월 1일 : 경상남도 울산군 울산읍·방어진읍 등을 울산시로 승격시켰다. 울산군은 울주군으로 개칭되었다.
  - 1963년 1월 1일 : 경기도 양주군 의정부읍을 의정부시로, 충청남도 천안군 천안읍을 천안시로, 경상북도 안동군 안동읍을 안동시로, 강원도 양양군 속초읍을 속초시로, 경상남도 부산시를 경상남도로부터 분리시켜 부산직할시로 승격시켰다. 천안군은 천원군으로 개칭되었다.

- 제3공화국

- 제4공화국
  - 1973년 7월 1일 : 경기도 시흥군 안양읍을 안양시로, 경기도 (광주군) 성남출장소를 성남시로, 경기도 부천군 소사읍을 부천시로 승격시켰다. 부천군은 폐지되어 김포군, 시흥군, 옹진군에 분할 편입되었다.
  - 1978년 2월 15일 : 경상북도 선산군 구미읍과 칠곡군 인동면을 구미시로 승격시켰다.
  - 1980년 4월 1일 : 강원도 명주군 묵호읍과 강원도 삼척군 북평읍을 통합하여 동해시로, 경상남도 (마산시) 창원출장소를 창원시로, 충청북도 제천군 제천읍을 제천시로, 경상북도 영주군 영주읍을 영주시로 승격시켰다. 창원군을 의창군으로, 제천군을 제원군으로, 영주군을 영풍군으로 개칭하였다. 경기도 양주군의 의정부시 이남 지역을 남양주군으로 분군하였다.

- 제5공화국
  - 1981년 7월 1일 : 경기도 광명출장소와 시흥군 소하읍을 광명시로, 경기도 평택군 송탄읍을 송탄시로, 경기도 양주군 동두천읍을 동두천시로, 강원도 삼척군 황지읍과 장성읍을 태백시로, 전라북도 정읍군 정주읍을 정주시로, 전라북도 남원군 남원읍을 남원시로, 전라남도 나주군 나주읍과 영산포읍을 금성시로, 경상북도 영천군 영천읍을 영천시로, 경상남도 김해군 김해읍을 김해시로, 제주도 남제주군 서귀읍을 서귀포시로, 경상북도 대구시와 경기도 인천시를 경상북도와 경기도로부터 분리시켜 대구직할시와 인천직할시로 승격시켰다.
  - 1986년 1월 1일 : 경기도 남양주군 구리읍을 구리시로, 경기도 (시흥군) 과천출장소를 과천시로, 경기도 (시흥군과 화성군의 각 일부) 반월출장소를 안산시로, 경기도 평택군 평택읍을 평택시로, 강원도 삼척군 삼척읍을 삼척시로, 충청남도 공주군 공주읍을 공주시로, 충청남도 보령군 대천읍을 대천시로, 충청남도 아산군 온양읍을 온양시로, 전라남도 여천군 삼일읍을 여천시로, 경상북도 상주군 상주읍을 상주시로, 경상북도 문경군 점촌읍을 점촌시로 승격시켰다. 금성시를 나주시로 개칭하였다.
  - 1986년 11월 1일 : 전라남도 광산군 송정읍을 송정시로, 전라남도 광주시를 전라남도로부터 분리시켜 광주직할시로 승격시켰다.

- 제6공화국
  - 1988년 1월 1일 : 전라남도 송정시와 광산군을 광주직할시에 편입하였다.
  - 1989년 1월 1일 : 경기도 화성군 오산읍을 오산시로, 경기도 시흥군 의왕읍을 의왕시로, 경기도 시흥군 군포읍을 군포시로, 경기도 시흥군 소래읍을 시흥시로, 경기도 남양주군 미금읍을 미금시로, 경기도 광주군 동부읍을 하남시로, 충청남도 서산군 서산읍을 서산시로, 전라북도 김제군 김제읍을 김제시로, 전라남도 광양군 골약면과 태금면을 합쳐 동광양시로, 경상북도 경산군 경산읍을 경산시로, 경상남도 밀양군 밀양읍을 밀양시로, 경상남도 거제군 장승포읍을 장승포시로, 충청남도 대전시와 대덕군을 충청남도로부터 분리시켜 대전직할시로 승격시켰다. 서산군의 서부 지역을 태안군으로 분군하였다.
  - 1992년 2월 1일 : 경기도 고양군을 고양시로 승격시켰다.

- 김영삼 정부 (문민 정부)
  - 1995년 1월 1일 : 원래 하나의 군이었다가 시·군으로 나누어진 것을 다시 하나로 합친 도농복합시(자세한 설명은 도농복합시 참조)가 출범했다(이후의 행정 구역의 변화에서 시와 군이 합쳐져서 새로운 시가 탄생한 경우는 제외했다. 단, 군이 시로 승격한 경우는 기술했다).
  - 1995년 1월 1일 : 직할시의 명칭을 광역시로 개칭했다.
  - 1996년 3월 1일 : 경기도 파주군을 파주시로, 경기도 이천군을 이천시로, 경기도 용인군을 용인시로, 충청남도 논산군을 논산시로, 경상남도 양산군을 양산시로 승격시켰다.
  - 1997년 7월 15일 : 경상남도 울산시를 경상남도로부터 분리시켜 울산광역시로 승격시켰다.

- 김대중 정부 (국민의 정부)
  - 1998년 4월 1일 : 경기도 안성군을 안성시로, 경기도 김포군을 김포시로 승격시켰다.
  - 2001년 3월 21일 : 경기도 화성군을 화성시로, 경기도 광주군을 광주시로 승격시켰다.

- 노무현 정부 (참여 정부)
  - 2003년 9월 19일 : 충청남도 논산시 두마면을 계룡시로, 충청북도 괴산군 증평출장소를 증평군으로 승격시켰다.
  - 2003년 10월 19일 : 경기도 양주군을 양주시로, 경기도 포천군을 포천시로 승격시켰다.
  - 2006년 7월 1일 : 제주도가 고도의 자치권을 보장받는 제주특별자치도로 출범했다.

- 이명박 정부
  - 2010년 7월 1일 : 경상남도 창원시, 마산시, 진해시를 창원시로 통합했다.
  - 2012년 1월 1일 : 충청남도 당진군을 당진시로 승격시켰다.
  - 2012년 7월 1일 : 충청남도 연기군과 주변 지역이 세종특별자치시로 승격되었다.

- 박근혜 정부
  - 2013년 9월 23일 : 경기도 여주군을 여주시로 승격시켰다.
  - 2014년 7월 1일 : 충청북도 청주시와 청원군을 청주시로 통합했다.

- 문재인 정부

- - 2018년 7월 1일 : 인천광역시 남구를 미추홀구로 개칭했다.

#### 조선민주주의인민공화국
- 조선민주주의인민공화국은 1직할시, 3특별시, 9도로 나뉘어 있다.
  - 1직할시(直轄市) : 평양시(平壤市)
  - 3특별시(特別市) : 개성시(開城市), 라선시(羅先市), 남포시(南浦市)
  - 9도(道) : 평안남도(平安南道), 평안북도(平安北道), 자강도(慈江道), 량강도(兩江道), 황해남도(黃海南道), 황해북도(黃海北道), 강원도(江原道), 함경남도(咸鏡南道), 함경북도(咸鏡北道)

- 해방 당시에는 6도, 102시·군이었지만 1946년 평양이 특별시가 되어 평안남도에서 분리되었으며 1949년 평안북도와 함경남도의 일부를 자강도로 분리했으며 1954년에는 함경남도 일부를 량강도로 분도하고 황해도를 남북으로 나누었다. 현재에는 22시 166군이 되었다.

- 청진시, 함흥시, 개성시는 직할시였다가 다시 시로 환원되었으며, 라선시, 남포시는 직할시였다가 특별시가 되었다.[15][16]

- 일부 시는 김일성을 도와 정부 수립에 기여한 사람 이름을 그 명칭으로 사용하기도 한다.

- 대한민국과 달리 1952년 도-군-리의 3단계로 지방 행정이 구성되어 있으며 로동자구가 편성된 곳도 있다.

## 같이 보기
- 대한민국의 지역별 국내 총생산
- 발해의 행정 구역